# Південна Розсоха
Південна Розсоха́ (рос. Южная Рассоха) — річка в Республіці Комі, Росія, ліва притока річки Пожег, правої притоки річки Печора. Протікає територією Троїцько-Печорського району.
Річка протікає на південний захід та північний захід.
Притоки:
- права — Північна
- ліві — Гарева, Ходова, Світла